# جانکارلو تارتونی
جانکارلو تارتونی (ایتالیایی: Giancarlo Tartoni؛ زادهٔ ۲۰ نوامبر ۱۹۴۸) دوچرخه‌سوار اهل ایتالیا است.